# Louis Bostyn
Louis Bostyn (4 ottobre 1993) è un calciatore belga, portiere dello Zulte Waregem.

## Carriera
Cresciuto nel settore giovanile del Roeselare, nel 2014 viene acquistato dallo Zulte Waregem.

## Statistiche

### Presenze e reti nei club
Statistiche aggiornate all'8 dicembre 2017.
| Stagione             | Squadra              | Campionato           | Campionato | Campionato | Coppe nazionali | Coppe nazionali | Coppe nazionali | Coppe continentali | Coppe continentali | Coppe continentali | Altre coppe | Altre coppe | Altre coppe | Totale | Totale | Totale |
| Stagione             | Squadra              | Comp                 | Pres       | Reti       | Comp            | Pres            | Reti            | Comp               | Pres               | Reti               | Comp        | Pres        | Reti        | Pres   | Reti   |        |
| -------------------- | -------------------- | -------------------- | ---------- | ---------- | --------------- | --------------- | --------------- | ------------------ | ------------------ | ------------------ | ----------- | ----------- | ----------- | ------ | ------ | ------ |
| 2010-2011            | Roeselare            | D2                   | 0          | 0          | CB              | 0               | 0               | -                  | -                  | -                  | -           | -           | -           | 0      | 0      |        |
| 2011-2012            | Roeselare            | D2                   | 0          | 0          | CB              | 0               | 0               | -                  | -                  | -                  | -           | -           | -           | 0      | 0      |        |
| 2012-2013            | Roeselare            | D2                   | 4          | -6         | CB              | 0               | 0               | -                  | -                  | -                  | -           | -           | -           | 4      | -6     |        |
| 2013-2014            | Roeselare            | D2                   | 0          | 0          | CB              | 0               | 0               | -                  | -                  | -                  | -           | -           | -           | 0      | 0      |        |
| Totale Roeselare     | Totale Roeselare     | Totale Roeselare     | 4          | -6         |                 | 0               | 0               |                    | -                  | -                  |             | -           | -           | 4      | -6     |        |
| 2014-2015            | Zulte Waregem        | D1                   | 0          | 0          | CB              | 0               | 0               | UEL                | 2                  | -2                 | -           | -           | -           | 2      | -2     |        |
| 2015-2016            | Zulte Waregem        | D1                   | 0          | 0          | CB              | 0               | 0               | -                  | -                  | -                  | -           | -           | -           | 0      | 0      |        |
| 2016-2017            | Zulte Waregem        | D1                   | 0+3        | 0 + -8     | CB              | 0               | 0               | -                  | -                  | -                  | -           | -           | -           | 3      | -8     |        |
| 2017-2018            | Zulte Waregem        | D1                   | 9          | -13        | CB              | 1               | -2              | UEL                | 4                  | -6                 | SB          | 1           | -2          | 15     | -23    |        |
| Totale Zulte Waregem | Totale Zulte Waregem | Totale Zulte Waregem | 12         | -21        |                 | 1               | -2              |                    | 6                  | -8                 |             | 1           | -2          | 20     | -33    |        |
| Totale carriera      | Totale carriera      | Totale carriera      | 16         | -27        |                 | 1               | -2              |                    | 6                  | -8                 |             | 1           | -2          | 24     | -39    |        |

## Palmarès
- Coppa del Belgio: 1

Zulte Waregem: 2016-2017
- Challenger Pro League: 1

Zulte Waregem: 2024-2025